# Política do urbano
Políticas do Urbano são as políticas públicas responsáveis pela construção da própria cidade, abrangendo a organização de seus espaços e seu funcionamento cotidiano, como o sistema de transporte, a regulação do uso e ocupação do solo e a alocação de recursos orçamentários.
Essas políticas englobam todas as ações do Estado em nível municipal que afetam diretamente a estrutura física e social das cidades. Elas transformam o ambiente urbano ao criar, modificar e redesenhar ruas, bairros e espaços públicos, influenciando diretamente como os moradores vivem, circulam e se relacionam com a cidade. Nesse sentido, quando uma prefeitura constrói uma nova linha de ônibus, estabelece regras para construção de edifícios ou investe em parques e praças, está moldando não apenas o aspecto físico da cidade, mas também os modos de vida, os fluxos das pessoas e das coisas e as experiências cotidianas de seus habitantes.

## Histórico e Contexto
Esta perspectiva se fundamenta no neoinstitucionalismo histórico, abordagem que enfatiza a importância das instituições e sua interação com atores e ideias na formação de interesses e estratégias em contextos específicos. Para compreender resultados políticos e sociais, essa corrente teórica destaca a relevância de processos, trajetórias de políticas, momentos críticos, a sequência temporal dos eventos, seus legados históricos e suas dimensões espaciais.
As instituições, segundo essa abordagem, estabelecem enquadramentos que delimitam as possibilidades de ação dos atores, influenciando a distribuição de recursos, resultados, estratégias, preferências e demandas. Instituições estatais, burocracias e representantes (eleitos ou não) são considerados agentes com interesses próprios e relativa autonomia, elementos essenciais para compreender tanto o desenho quanto a implementação de políticas públicas, afetando a distribuição de recursos e, consequentemente, as desigualdades sociais.
Nesse sentido, as políticas do urbano resultam de escolhas interrelacionadas feitas por diferentes conjuntos de atores que atuam em campos específicos de política pública, mas também conectados a outros campos. Essas políticas se desenvolvem por meio de processos e modificações incrementais ao longo do tempo, envolvendo diversos mecanismos de caráter contingencial, frequentemente gerando efeitos não previstos inicialmente .
Ao mesmo tempo, essa perspectiva analítica se insere tanto no campo da Ciência Política quanto nos Estudos Urbanos, pois se interessa não apenas pela análise das políticas públicas urbanas em si, mas também pelos processos que envolvem a ação do Estado nas cidades, articulando argumentos de ambos os campos de saber.
No campo da Ciência Política, as Políticas do Urbano se diferenciam por considerar as dinâmicas específicas da política (politics) e das políticas públicas (policies) em nível local, que se distinguem de outros níveis governamentais por terem características específicas. No campo dos Estudos Urbanos, essa perspectiva se diferencia por seu objeto empírico não ser a cidade de modo genérico, mas as instituições políticas, a política e as políticas públicas tipicamente urbanas.

## Especificidade
As políticas do urbano se distinguem de outras políticas públicas por algumas características principais:

### Dimensões espaciais intrínsecas
Diferentemente de outras políticas públicas, as políticas urbanas são fundamentalmente ligadas ao espaço. Isso significa que todos os processos políticos e sociais relacionados à cidade são definidos por localizações concretas, movimentos de pessoas e mercadorias, e trajetos cotidianos. Por exemplo, a decisão sobre onde construir um terminal de ônibus, uma creche ou um hospital não pode ser tomada ignorando a geografia da cidade e os padrões de moradia, trabalho e deslocamento de seus habitantes. Ou seja, essas políticas são fortemente contidas e definidas por localizações, fluxos e percursos.

### Percepções socialmente construídas
As ações dos vários agentes políticos são produzidas a partir de percepções do espaço construídas socialmente e que implicam relações de poder, que também têm dimensões espaciais. Isso significa que as decisões sobre o espaço urbano não são neutras. Elas surgem de entendimentos coletivos sobre o que é uma cidade e como ela deve funcionar, refletindo relações de poder. Quando uma área é designada como "centro" ou "periferia", por exemplo, isso vai além da simples geografia e carrega significados sociais e políticos que influenciam as intervenções urbanas.

### Interação contínua com o espaço
As políticas urbanas não partem do zero. Suas ações, infraestruturas, equipamentos e organizações sempre atuam sobre uma cidade já existente, com sua história, estruturas e significados. Ao mesmo tempo em que transformam o espaço urbano, são limitadas por ele. Esse fenômeno, chamado de propinquidade, representa o diálogo constante entre o legado histórico da cidade e as novas intervenções.

### Multiescalaridade
Por fim, um aspecto adicional que torna as políticas urbanas particularmente complexas é a chamada multiescalaridade. Embora todas as políticas públicas envolvam diferentes níveis governamentais de algum modo , nas políticas do urbano essa característica é especialmente marcante. Elas lidam com a superposição e a operação de várias ordens políticas atuando simultaneamente em diferentes níveis do sistema político, como dinâmicas e ações municipais, estaduais e federais, que muitas vezes se sobrepõem no mesmo território. Em sistemas federativos descentralizados como o brasileiro, essa coordenação entre políticas se torna ainda mais desafiadora, demandando análises que considerem os encaixes e desencaixes entre as ações dos diferentes níveis de governo.

## Políticas tipicamente do urbano

### Uso e ocupação do solo
As políticas de regulação do uso e ocupação do solo compreendem o conjunto de normas e instrumentos que definem como o solo urbano pode ser utilizado e ocupado. Essas normas estabelecem o que pode ser construído em cada área da cidade, qual a altura máxima dos edifícios, qual a taxa de ocupação permitida, quais atividades podem ser desenvolvidas em cada local e outras restrições e incentivos relacionados ao uso do solo. Nesse sentido, distribuem de modo diferencial os recursos, os valores do solo e as atividades em uma cidade. Essas políticas envolvem, assim, as atividades de regulação, o licenciamento de obras e a fiscalização das construções e seus usos. 
Essa política é tipicamente de responsabilidade dos municípios, como no caso brasileiro. Ela impacta diretamente a qualidade de vida dos moradores, influenciando o acesso à moradia, ao trabalho, ao lazer e aos serviços urbanos. Ela pode contribuir para a promoção da justiça social, garantindo o acesso à cidade a todos os cidadãos, especialmente os de baixa renda e em situação mais vulnerável. Tem o potencial de contribuir para a sustentabilidade urbana, controlando o uso do solo e o crescimento urbano, aumentando o adensamento populacional e protegendo o meio ambiente. Além disso, possui íntima relação com o desenvolvimento econômico das cidades, restringindo ou atraindo investimentos de empresas e novos empreendimentos para certas áreas ou regiões. 
Embora possa contribuir para a promoção da justiça social, da sustentabilidade urbana e para o desenvolvimento econômico, a política de regulação do uso e ocupação do solo também pode gerar efeitos negativos, a depender de como são pensadas e implementadas. 
Efeitos como a segregação socioespacial, por exemplo, podem ocorrer quando o zoneamento restringe a construção de habitações de baixa renda em áreas bem localizadas e com boa infraestrutura, segregando a população mais pobre para a periferia. A gentrificação, processo de valorização de áreas urbanas que expulsa moradores de baixa renda, é outro efeito adverso possível, especialmente quando a regulação do uso do solo incentiva empreendimentos de alto padrão em detrimento de habitações populares. Isso pode levar a elevação dos preços dos imóveis e à diminuição da acessibilidade habitacional, especialmente para os grupos mais vulneráveis, de menor renda e qualificação no mercado de trabalho. 
A expansão urbana desmesurada, por sua vez, pode ser incentivada por regulamentações que permitem a construção de moradias apenas em áreas distantes dos centros urbanos ou estabelecem incentivos nesse sentido, aumentando a dependência do transporte individual e os custos de infraestrutura.
No contexto brasileiro, os principais instrumentos utilizados para essas políticas foram previstos no Estatuto das Cidades e são os Planos Diretores Municipais, o Zoneamento, o Código de Obras e a Legislação Ambiental, por exemplo.  

### Transporte
A política de transporte compreende o conjunto de normas, instrumentos, decisões, regulamentações e investimentos relacionados à mobilidade de pessoas e bens no espaço urbano. Ela abrange desde o planejamento e a gestão do sistema viário até a regulamentação do transporte público e privado, passando pela promoção de modos de transporte sustentáveis, por exemplo.
No contexto brasileiro, as políticas de transporte são de responsabilidade compartilhada entre a União, os estados e os municípios. Tradicionalmente, os estados têm maior responsabilidade sobre o transporte sobre trilhos, enquanto os municípios gerenciam o sistema viário e o transporte público e privado sobre pneus, incluindo o transporte por ônibus. 
Essas políticas são de extrema importância para a garantia do acesso às oportunidades existentes à todos os cidadãos e para o combate de desigualdades. Elas podem facilitar ou dificultar o acesso a oportunidades de emprego, educação, saúde e lazer aos residentes das diferentes regiões, reduzir o tempo de deslocamento, o estresse e a exposição à poluição, bem como gerar impactos sobre meio ambiente, as mudanças climáticas, os investimentos e a receita tributária dos diferentes espaços na cidade.
Os principais instrumentos de política pública utilizados são o Plano de Mobilidade Urbana e a regulamentação do transporte público coletivo (ônibus, trens, metrôs, VLTs), definindo as linhas, as tarifas, os horários e os padrões de qualidade. Além disso, é relevante a regulamentação do transporte individual motorizado (carros, motos), estabelecendo as regras de trânsito, os limites de velocidade, as áreas e tarifas de estacionamento público.  
Ela pode promover o transporte ativo (caminhada, bicicleta), construindo ciclovias, faixas exclusivas para pedestres, áreas de lazer e outras infraestruturas que incentivam o uso de modos de transporte não motorizados. A integração entre modais (entre ônibus, trem, metrô, bicicleta, por exemplo) com a construção de terminais, a implementação de estações de comutação, sistemas de recarga e pagamento por meio de bilhetes únicos, são também relevantes na definição das diferentes oportunidades de acesso da população. 

### Resíduos sólidos
A política de resíduos sólidos compreende o conjunto de ações, regulamentações e instrumentos que visam a gestão adequada dos resíduos gerados nas cidades, desde a coleta e o transporte até o tratamento e a destinação final. Ela abrange tanto os resíduos domiciliares quanto os resíduos comerciais, industriais, de serviços de saúde e da construção civil. 
No Brasil, essas políticas são de responsabilidade dos municípios. Elas envolvem sobretudo a implementação de sistemas de coleta seletiva, separação dos resíduos recicláveis (papel, plástico, vidro, metal) dos resíduos orgânicos e dos rejeitos, reciclagem, compostagem, incineração, logística reversa e educação ambiental. O principal instrumento de planejamento e gestão é o Plano Municipal de Gestão Integrada de Resíduos Sólidos (PMGIRS).

### Orçamento
A política orçamentária compreende o conjunto de decisões e processos relacionados à alocação de recursos financeiros do governo municipal. Ela envolve a elaboração, a aprovação, a execução e o controle do orçamento público, que é o principal instrumento de planejamento e gestão das finanças municipais.
No Brasil, além do orçamento propriamente dito, existem outros instrumentos que envolvem o planejamento e a execução orçamentária, como o Plano Plurianual (PPA), a Lei de Diretrizes Orçamentárias (LDO) e a Lei Orçamentária Anual (LOA). 
A política orçamentária impacta diretamente a qualidade de vida dos moradores, influenciando o acesso à saúde, à educação, ao saneamento, ao transporte e a outros serviços públicos. Ela envolve a participação da sociedade civil na definição das prioridades de investimento, como no Orçamento Participativo (OP), e a garantia da transparência na gestão dos recursos públicos, permitindo que os cidadãos acompanhem e fiscalizem a aplicação do dinheiro público.

### IPTU
Ao redor do mundo, grande parte das cidades depende da cobrança de imposto sobre a propriedade imóvel urbana para o financiamento dos serviços públicos municipais. No Brasil, é de responsabilidade municipal a definição da legislação e a cobrança do Imposto sobre a Propriedade Predial e Territorial Urbana (IPTU). Essa política envolve a definição das alíquotas (% do valor), produção e manutenção de um registro de propriedades e proprietários, a atualização da base de cálculo (valor venal dos imóveis), a concessão de isenções e descontos, a cobrança, a fiscalização do pagamento e a destinação dos recursos arrecadados.
O objetivo primordial é gerar receita para o município, financiando a prestação de serviços públicos e a realização de investimentos em infraestrutura urbana. Isso pode ser feito de forma a promover em dada medida a justiça social. No caso da utilização de alíquotas progressivas, os proprietários de imóveis mais valiosos, mais bem localizados e servidos de infraestrutura, pagam mais que imóveis de menor valor, nas periferias urbanas, por exemplo. Nesse caso, essas políticas permitem ações redistributivas, com a destinação de recursos arrecadados em áreas com moradores com maior capacidade contributiva para áreas e populações de mais baixa renda e maior vulnerabilidade social. 
Além disso, ele pode ter uso extrafiscal, como pelo incentivo ao uso adequado do solo, desestimulando a especulação imobiliária e a manutenção de imóveis ociosos, por meio de alíquotas superiores e do IPTU progressivo no tempo, ou por meio de incentivos ao desenvolvimento de certas áreas e não outras. 
Como uma das principais fontes de receita para os municípios, tem extrema importância para a garantia da adequada quantidade de recursos para a prestação de serviços públicos essenciais, como saúde, educação, saneamento e transporte. Do ponto de vista dos prefeitos, é dos instrumentos que permitem maior discricionaridade tanto na arrecadação quanto no gasto.